# Panorpa takenouchii
Panorpa takenouchii är en näbbsländeart som först beskrevs av Tsutome Miyake 1908. 
Panorpa takenouchii ingår i släktet Panorpa och familjen skorpionsländor. Inga underarter finns listade i Catalogue of Life.